# Miguel Miranda (economista)
Miguel Miranda (Buenos Aires, 18 de noviembre de 1891 - 21 de febrero de 1953) fue un político, empresario y economista argentino, que ocupó el cargo de Presidente del Banco Central de la República Argentina entre el 25 de marzo de 1946 y el 17 de julio de 1947, durante las presidencias de Edelmiro Julián Farrell y Juan Domingo Perón. Posteriormente este último, lo designó al frente del Consejo Económico Nacional, donde lo asesoraba constantemente.

## Carrera
Era hijo de inmigrantes españoles. Primeramente se desempeñó como director del Instituto Argentino de Promoción del Intercambio (IAPI), previamente a llegar a la presidencia del Banco Central; aunque creado por Farrell, era un organismo que el entonces coronel Perón había proyectado. 
El 25 de marzo de 1946, Farrell dicta el decreto ley 8.503 mediante el cual nacionaliza el Banco Central y todo el sistema bancario de la Argentina, designándolo a Miranda presidente de aquel, manteniendo paralelamente su cargo en el IAPI. Llevó a cabo las negociaciones con empresarios ingleses para la estatización de la red ferroviaria argentina, dando lugar al nacimiento de Ferrocarriles Argentinos, lo que le valió ser conocido como el rey de la hojalata.

...los ferrocarriles se compraron con una habilidad extraordinaria de Miguel Miranda... Él, hizo primero correr la voz de que nosotros compraríamos los ferrocarriles. Los ingleses que habían terminado la guerra y andaban un poco pobres se vinieron enseguida a venderlos. Cuando llegaron, Miranda les dijo: no, nosotros no dijimos nada... bueno pero si ustedes los vendieran y nosotros los compraríamos ¿cuál sería el precio? y le dijeron: el valor de libro, ¿y cuánto es el valor de libro?, diez mil millones de pesos argentinos. Miranda los miró y se rió y les dijo: ¿cómo vamos a pagar diez mil millones de pesos por fierros viejos? Pero no eran fierros viejos... Un día cometieron un error [...] Al día siguiente Miranda con la aldaba golpeaba la puerta de mi pieza en mi residencia y me dijo: miré general ya está listo este negocio [...] Conseguimos los ferrocarriles por dos mil veinte nueve millones de pesos [...] bienes directos e indirectos, esos indirectos representaban veintiséis mil propiedades que tenían los ferrocarriles
Juan Domingo Perón

Jugó un rol destacado en la nacionalización de los ferrocarriles en la acción política más trascendente de sus primeros años de gobierno peronista.
Entre 1946 y 1948 todas las líneas férreas fueron estatizadas bajo la órbita de la Empresa de Ferrocarriles del Estado Argentino (EFEA, luego Ferrocarriles Argentinos) y recibieron nombres de personalidades destacadas de la historia argentina: San Martín, Belgrano, Sarmiento, Urquiza, Mitre y Roca. Una particularidad es que cada línea pasa por zonas que recorrió la persona de la que lleva el nombre.
En la nacionalización de los ferrocarriles se incluían unas 25.000 propiedades inglesas que aparecían como bienes indirectos y en los cuales se encontraban puertos como el de Bahía Blanca, empresas eléctricas, empresas de tranvías, de transportes automotores, hoteles, etc. entre 1947 y 1949 se alcanzaron acuerdos comerciales con Suiza, Hungría, Italia, los Países Bajos, Noruega, Finlandia, Dinamarca, Brasil y Suecia
Tras abandonar la presidencia del Banco Central, Perón que lo llamaba el zar de las finanzas argentinas lo nombra al frente del recientemente creado Consejo Económico Nacional, donde lo asesoraba en el proyecto económico que había iniciado el peronismo, principalmente el Plan Quinquenal. Perón, en su libro escrito en el exilio en 1958 La fuerza es el derecho de las bestias, reconoce que Miranda era un verdadero genio. una búsqueda de nuevos mercados se profundizaria con
los acuerdos comerciales bilaterales (España, 1946-1948; Checoslovaquia;
Rumania, 1947; Polonia, 1948; Bulgaria, 1949; Rusia, 1952), logrando diversificar las relaciones económicas exteriores
Falleció el 21 de febrero de 1953.